# Batalla de Gesher
La batalla de Gesher (en hebreo: הקרב על קיבוץ גשר‎) fue un enfrentamiento producido en la guerra de Independencia de Israel, entre los combatientes del Palmaj y del batallón Barak de la brigada Golani y la Fuerza Expedicionaria Iraquí. Los iraquíes iniciaron el ataque al kibutz, tratando de cruzar los puentes sobre el río Jordán. Sin embargo, los zapadores israelíes los habían destruido. Gracias a la construcción de un puente provisional, los iraquíes lograron pasar y comenzaron a bombardear el asentamiento. Los israelíes resistieron y el 22 de mayo lograron derrotar a los atacantes, que se retiraron a Yenín por el resto de la guerra.

## Antecedentes
El kibutz Gesher fue fundado en 1939, en un punto estratégico: cerca de tres puentes que conectaban Transjordania con el Mandato de Palestina: un antiguo puente romano, un puente ferroviario de la época otomana y la carretera de hormigón en un puente establecido por los británicos. Se encontraba cerca de la central hidroeléctrica de Naharayim, que producía mucha de la electricidad usada en el mandato británico.

## Preludio

### El ataque de la Legión Árabe

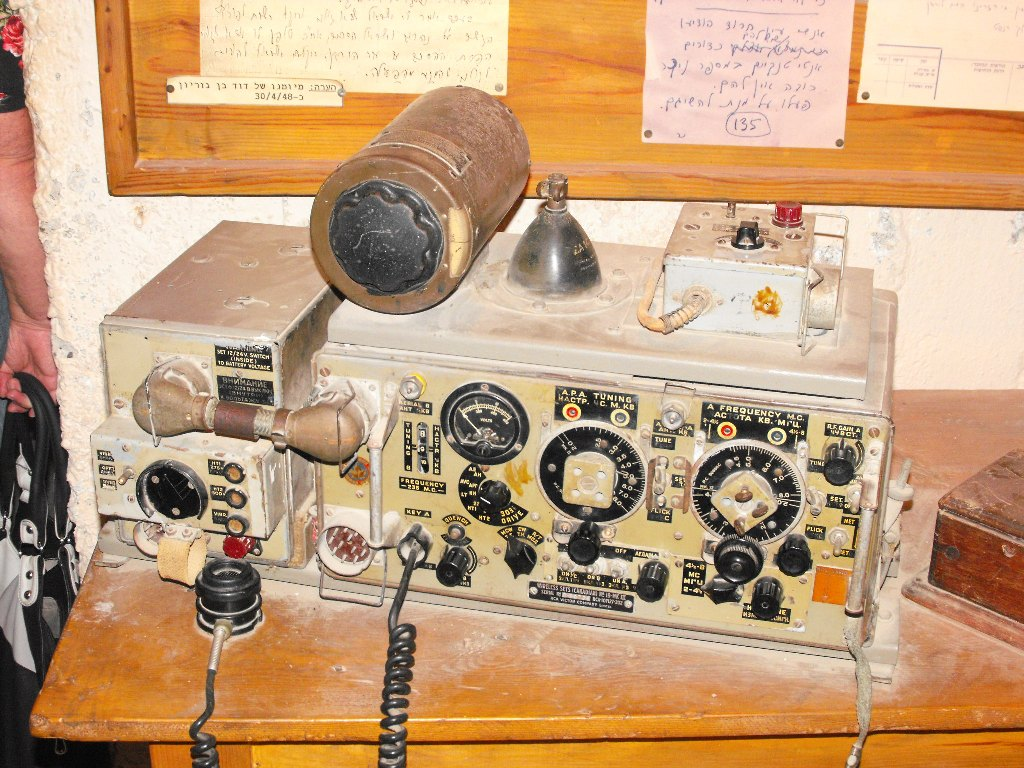
Radio en el búnker del kibutz.

El 27 de abril de 1948, a las 17:00 horas, los británicos evacuaron el fuerte Tegart de la estación de policía del kibutz. Los vehículos blindados británicos abandonaron rápidamente el edificio y se dirigieron a su base en Beit She'an. Los miembros de Gesher y la Haganá ocuparon la fortaleza. La Legión Árabe, todavía bajo control británico en esa época, les ordenó desocuparlo. La Haganá se negó y se inició el enfrentamiento.
A las 20:00 horas, comenzó el fuerte bombardeo de la artillería de la Legión. Los niños del kibutz fueron trasladados al pequeño búnker. Poco después, la guardería del pueblo sufrió fuertes disparos directos y quedó completamente destruida. Los no combatientes se reunieron en el comedor del pueblo, cuyas paredes eran gruesas. Los heridos fueron llevados al aún no completado búnker. El bombardeo duró toda la noche y fue imposible evacuar a los niños.
Al día siguiente el bombardeo continuó. Un convoy de vehículos blindados y autobuses llegó al kibutz, pero debido al fuego de la Legión todos los autos resultaron dañados. Todos los edificios fueron dañados, pero la preocupación era sobre todo por los niños. Un boletín oficial fue emitido por el cuartel general israelí del valle del Jordán fue emitido y exigió tomar todas las medidas para evacuar a los heridos y a los niños. Las negociaciones comenzaron con los oficiales británicos de la Legión, exigiendo un alto el fuego hasta la evacuación de los niños. Después de un tiempo, los funcionarios anunciaron que aceptaron la oferta. Cuando volvieron al kibutz recibieron la orden de cesar el fuego, pero la Legión no cumplió con su promesa, pues continuó con los bombardeos aunque en menor intensidad. En la noche, no pudieron llegar los refuerzos y los niños, los no combatientes y los heridos fueron evacuados a pie y al amparo de la oscuridad.
Al día siguiente, el 29 de abril, el bombardeo continuó. En la mañana llegó un ultimátum del rey Abdullah exigiendo la rendición de Gesher, dejar sus armas, evacuar la zona y liberar a los prisioneros de la Legión; de lo contrario, toda la aldea sería destruida. La respuesta debía ser dada en media hora.
El kibutz debía resistir hasta la llegada de refuerzos. El rey Abdullah decidió prorrogar el ultimátum a otro día hasta el 30 de abril, pero incluso expirado el plazo no cumplió su amenaza. La Legión Árabe recibió la orden de su cuartel general de regresar a sus posiciones.

## La batalla

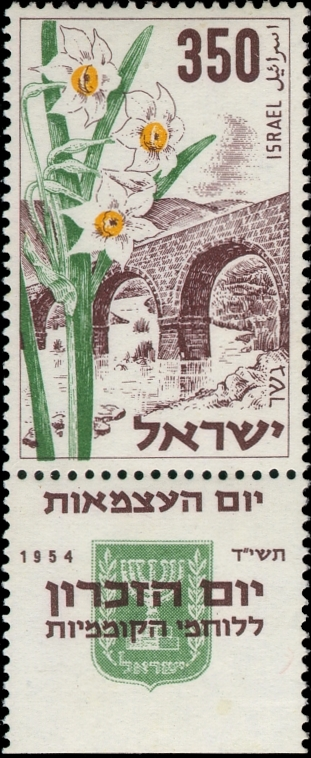
Sello emitido en conmemoración al sexto aniversario de la independencia de Israel y que representa el puente de la batalla.

### Gesher
La Fuerza Expedicionaria Iraquí tenía la intención de atacar Israel en la zona comprendida entre el río Yarmuk y el arroyo de Tavor. El 14 de mayo de 1948, el soldado israelí Emil Brig voló dos de los puentes sobre el río Jordán (la carretera y el ferrocarril). Por ello, recibió la condecoración de Héroe de Israel. En la mañana del día siguiente, los iraquíes comenzaron a sitiar el kibutz y a bombardear Gesher con artillería y morteros. Ellos vadearon el río en su lugar en un punto más bajo, después de haber erigido un puente temporal, pero al parecer no podían traer a los tanques. El bombardeo duró todo el día.
Al día siguiente (16 de mayo) el bombardeo continuó. Los defensores no contestaron el fuego y guardaron sus municiones para repeler el ataque inminente. Cientos de iraquíes irrumpieron en la «colina del camello» (noreste del puente viejo). Los defensores de Gesher hicieron huir a los atacantes dejando a decenas de muertos en el campo.
El 17 de mayo, los iraquíes reanudaron su ataque. Esta vez se unieron a ellos una columna de 21 vehículos blindados. En la noche, iniciaron el asalto contra el fuerte de policía. La infantería de asalto fue rechazada de nuevo. Los blindados abrieron fuego contra la fortaleza. Los defensores subieron al techo y lanzaron cócteles molotov. Los iraquíes reventaron la puerta del fuerte, pero los israelíes los hicieron retroceder tras poner fuera de combate 6 tanques. Sin embargo, Gesher continuó siendo sitiada. La situación continuó hasta el 22 de mayo.

### Kochav Hayarden
El 16 de mayo, un batallón de la brigada Golani se estableció en la fortaleza cruzada de Kochav HaYarden, ubicada sobre una cresta. Los habitantes de la cercana aldea árabe huyeron. La mencionada fortaleza estaba ubicada al suroeste de Gesher.
Al día siguiente, los iraquíes bombardearon la cresta, usando artillería y aviones, con el fin de capturar el pueblo al amanecer.
El 17 de mayo, los iraquíes fueron sorprendidos mientras tomaban desayuno por los soldados israelíes. El ataque concluyó con 30 muertos iraquíes, dejando sus equipos en el campo tras su desordenada retirada.

### Conclusión
Los israelíes en Kochav Hayarden tenían 2 cañones de 65 mm, apodados Napoleonchik. El 22 de mayo, comenzaron a bombardear las posiciones de los iraquíes. Los proyectiles golpearon la concentración de camiones y el combustible comenzó a arder. Las concentraciones de infantería fueron bombardeadas y los iraquíes se dispersaron.

## Consecuencias

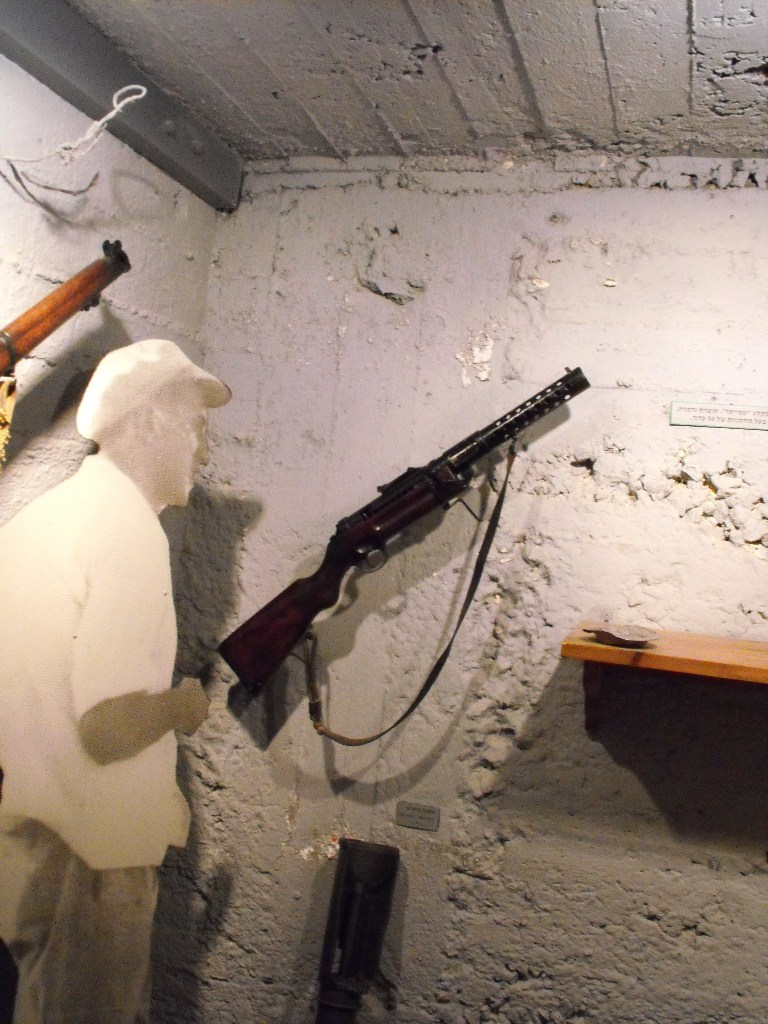
El búnker reconstruido dentro del museo.

Los iraquíes llegaron a la conclusión de que no podían avanzar. Los transjordanos únicamente querían mantener Cisjordania. El 23 de mayo, los atacantes de Gesher se movieron a la zona de Nablus, Yenín y Tulkarem; donde se quedaron por el resto de la guerra.
El kibutz quedó destruido tras la batalla. Sus miembros reconstruyeron el asentamiento al oeste del sitio original. En el antiguo kibutz se construyó un museo y se restauró el búnker con el fin de conmemorar la batalla.